# Lenstad (naturreservat)
Lenstad är ett naturreservat i Mörbylånga kommun i Kalmar län.
Området är naturskyddat sedan 2007 och är 238 hektar stort. Reservatet består av lövskog, våtmarker och gamla slåtter- och betesmarker.